# Danny Tamberelli

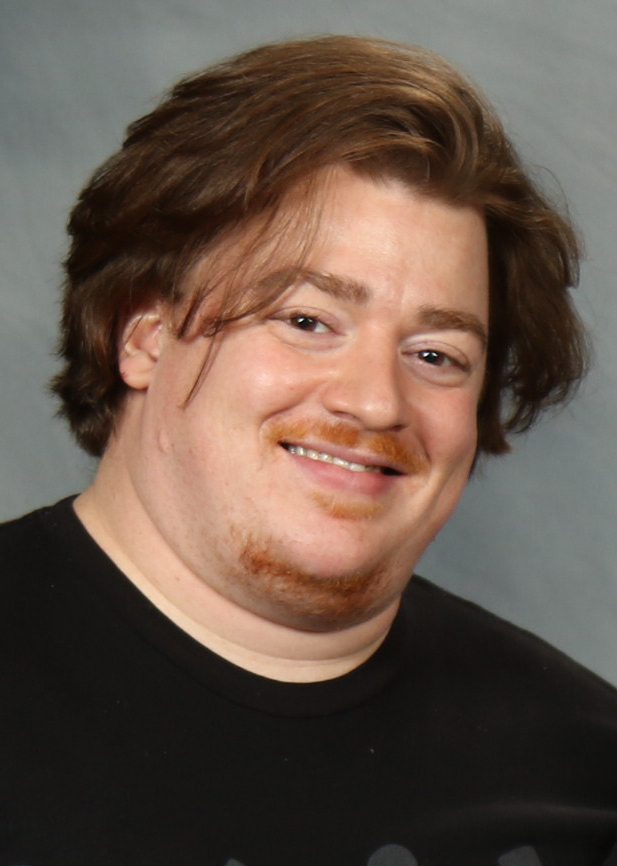
Danny Tamberelli (2016)

Danny Paul Tamberelli (* 8. Februar 1982 in Wyckoff, New Jersey) ist ein US-amerikanischer Film- und Fernsehschauspieler, der vor allem für seine Rolle als jüngerer Pete aus der Nickelodeon-Serie Pete & Pete bekannt ist.

## Leben
Danny Tamberelli begann seine Laufbahn als Schauspieler im Alter von sieben Jahren, als er für eine Nebenrolle in einer Episode der Serie Ryan’s Hope gecastet wurde. Es folgten weitere kleine Rollen, unter anderem in Mighty Ducks – Das Superteam und Josh and S.A.M., bis er von 1993 bis 1996 mit dem jüngeren Pete Wrigley eine Hauptrolle übernahm. Danach folgten kleinere Nebenrollen, zum Beispiel in Law & Order.
Daneben spielt Danny Tamberelli seit 2003 Bass in der Psychedelic-Rock-Band Jounce.
Außerdem lieh Tamberelli der Figur Jimmy De Santa im Computerspiel Grand Theft Auto V seine Stimme.

## Filmografie (Auswahl)
- 1986–1989: Ryan’s Hope (Fernsehserie)
- 1992: Iris the Happy Professor (Zeichentrickserie, Stimme)
- 1992: Mighty Ducks – Das Superteam (The Mighty Ducks)
- 1990–1993: The Baby-Sitters Club (Fernsehserie)
- 1993: Die Abenteuer von Huck Finn (The Adventures of Huck Finn)
- 1993: Josh and S.A.M.
- 1994: Law & Order (Fernsehserie)
- 1993–1996: Pete & Pete (The Adventures of Pete & Pete, Fernsehserie)
- 1996: Das galaktische Klassenzimmer (Space Cases, Fernsehserie)
- 1997: Bonehead Detectives of the Paleo World (Fernsehserie)
- 1995–1997: Der Zauberschulbus (The Magic School Bus, Fernsehserie, Stimme)
- 1999: 100 gute Hundetaten (100 Deeds for Eddie MCDowd, Fernsehserie)
- 2002: Igby (Igby Goes Down)
- 2002: Disneys Fillmore (Zeichentrickserie, Stimme)
- 1999–2005: All That (Fernsehserie)
- 2013: Finding the Funny (Kurzfilm)
- 2013: The Adventures of Pete & Pete 20th Anniversary Reunion (Kurzfilm)

## Videospiele
- 2013: Grand Theft Auto V